# Марінченко Олег Іванович
Олег Іванович Марінченко (позивні — Архітектор, Падре, Капелан; 25 червня 1965, м. Київ — 18 серпня 2022, Херсонська область) — український бойовий медик, капелан, військовослужбовець, солдат Збройних сил України, учасник російсько-української війни. Кавалер ордена «За мужність» III ступеня (2022, посмертно).

## Життєпис
Олег Марінченко народився 25 червня 1965 року в Києві.
Навчався в 196 школі міста Києва. Займався мотокросом. Щоб захищати молодшого брата почав займатись рукопашним боєм, став майстром спорту по бойовому самбо. 
Проходив строкову службу в спецпідрозділі поблизу м. Москви (РФ).
Після армії працював інструктором у школі десантників. Здійснив 256 стрибків, був кандидатом у майстри парашутного спорту.
Працював тілоохоронцем, у 2000р. разом з командою зайняли II місце у загальноукраїнських змаганнях тілоохоронців. Потім працював інструктором по екстремальному керуванню автомобілем на Чайці. Згодом став священником. Старший диякон, євангельський християнин-баптист.
Активний учасник Революції гідності.
На фронті — від 2014-го. Під час боїв за Донецький аеропорт не брав до рук зброю.
Бойовий медик і капелан 3-ї роти 206-го окремого батальйону 241-ї окремої бригади територіальної оборони м. Києва. 25 лютого 2022 року був важко поранений та мав змогу демобілізуватися, але за два місяці повернувся у свій підрозділ.
Загинув 18 серпня 2022 року на Херсонщині від прямого попадання російської міни великого калібру у бліндаж, де він перебував і надавав невідкладну допомогу пораненим побратимам. Своїм тілом він закрив і тим самим врятував життя чотирьом військовослужбовцям.
Похований 21 серпня 2022 року.
Залишилася дружина, донька і дві онучки.

## Нагороди
- нагороджений нагрудним знаком «За оборону Донецького аеропорту» (16 листопада 2015).
- Нагороджений відзнакою МО України медаллю «За сприяння Збройним силам України» (19 серпня 2016).
- Нагороджений медаллю «Честь. Слава. Держава.» за мужність, патріотизм, та високу громадянську позицію, від громади міста Києва (12 серпня 2020).
- Нагороджений медаллю «За жертовність і любов до України» від Православної церкви України (01 жовтня 2020).
- нагороджений відзнакою «За заслуги перед Петрівською громадою», посмертно (20 квітня 2023).
- орден «За мужність» III ступеня (17 листопада 2022, посмертно) — за особисту мужність і самовіддані дії, виявлені у захисті державного суверенітету та територіальної цілісності України, вірність військовій присязі.[3]